# Всеукраїнський істпарт
Всеукраї́нський істпа́рт — комісія із збирання та вивчення матеріалів з історії Жовтневої революції на Україні та історії Комуністичної партії України.
Створена за постановою ВУЦВК 6 квітня 1921 року в Харкові (див. Жовтнева революція 1917; Громадянська війна в Україні 1917—1921). Від березня 1922 року підпорядкована ЦК КП(б)У.
Було відкрито місцеві осередки всеукраїнського істпарту, які разом з центральною комісією керували діяльністю архівів, організовували музеї й виставки, публікували партійні документи, мемуари, наукові розроблення й дослідження з історії революції та діяльності партійних організацій України.
Всеукраїнський істпарт видавав журнал «Літопис революції». 1929 року його реорганізовано в Інститут історії партії і Жовтневої революції в Україні при ЦК КП(б)У. 1939 перейменовано на Український філіал Інституту Маркса–Енгельса–Леніна при ЦК КП(б)У, а місцеві (обласні й окружні) осередки влито до обласних партійних архівів. 1956 року назва змінена на Інститут історії партії при ЦК Компартії України — філіал Інституту марксизму-ленінізму при ЦК КПРС.
Від 1991 року інститут функціонував як Інститут національних відносин і політології АН України (з 1998 року — Інститут політичних і етнонаціональних досліджень НАН України). Колишній Партійний архів перейменовано на Центральний державний архів громадських об'єднань України і введений у систему державних архівів України.

## Істпарти
Істпарти — науково-дослідні установи, завданням яких було збирання й видання матеріалів з історії комуністичної партії, революційного руху, російських революцій та громадянської війни 1918–1920 рокыв. Комісія з історії Жовтневої революції та РКП(б) (Центральний істпарт) заснована 1920 року в Москві при Державному видавництві, згодом при Наркомосі РСФРР. Від 1921 року переведена до ЦК РКП(б) на правах відділу. Керівництво здійснювала Президія (голова — М. Ольминський, чл. — М. Покровський, В. Адоратський). Центральний Істпарт видавав ж. «Пролетарская революция» (1921—1941) та «Бюллетень Истпарта», наукову та довідкову літературу. 1924 року створено архів Істпарту. 1928 року Істпарт ЦК ВКП(б) об'єднаний з Інститутом В. І. Леніна при ЦК ВКП(б).